# 巴拉韦利亚
巴拉韦利亚是巴西圣卡塔琳娜州的一个市镇。总面积140.16平方公里，总人口18575人，人口密度132.5人/平方公里。